# Leucanopsis cedon
Leucanopsis cedon là một loài bướm đêm thuộc phân họ Arctiinae, họ Erebidae.